# Ліланд (Айова)
Ліланд (англ. Leland) — місто (англ. city) в США, в окрузі Віннебаго штату Айова. Населення — 249 осіб (2020).

## Географія
Ліланд розташований за координатами 43°20′2″ пн. ш. 93°37′55″ зх. д. / 43.33389° пн. ш. 93.63194° зх. д. (43.333752, -93.631897).  За даними Бюро перепису населення США в 2010 році місто мало площу 3,52 км², з яких 3,44 км² — суходіл та 0,08 км² — водойми.

## Демографія
Згідно з переписом 2010 року, у місті мешкало 289 осіб у 119 домогосподарствах у складі 76 родин. Густота населення становила 82 особи/км².  Було 127 помешкань (36/км²).
Расовий склад населення:
| - 93,4 % — білих - 1,4 % — азіатів - 1,0 % — корінних американців - 1,0 % — чорних або афроамериканців - 2,4 % — осіб інших рас |

До двох чи більше рас належало 0,7 %. Частка іспаномовних становила 5,5 % від усіх жителів.
За віковим діапазоном населення розподілялося таким чином: 25,6 % — особи молодші 18 років, 61,6 % — особи у віці 18—64 років, 12,8 % — особи у віці 65 років та старші. Медіана віку мешканця становила 40,8 року. На 100 осіб жіночої статі у місті припадало 110,9 чоловіків;  на 100 жінок у віці від 18 років та старших — 110,8 чоловіків також старших 18 років.
Середній дохід на одне домашнє господарство  становив 48 996 доларів США (медіана — 35 938), а середній дохід на одну сім'ю — 61 092 долари (медіана — 50 000). За межею бідності перебувало 13,5 % осіб, у тому числі 15,4 % дітей у віці до 18 років та 25,9 % осіб у віці 65 років та старших.
Цивільне працевлаштоване населення становило 146 осіб. Основні галузі зайнятості: виробництво — 56,8 %, освіта, охорона здоров'я та соціальна допомога — 11,6 %, роздрібна торгівля — 8,2 %, мистецтво, розваги та відпочинок — 6,2 %.